# يرقان نووي
اليرقان النووي (بالإنجليزية: Kernicterus)‏ هو تلف دماغي ناجم عن البيليروبين. البيليروبين هو عبارة عن مادة شديدة السمية للأعصاب عندما ترتفع نسبتها في الدم، وهذه الحالة تعرف بفرط بيليروبين الدم. إن فرط بيليروبين الدم قد يُسبب انتقال وتراكم البليروبين في القشرة الرمادية المكونة للنظام العصبي المركزي، وهذا قد يؤدي إلى ضرر عصبي لا رجعة فيه. تبعاً لمستوى الإصابة، وتتراوح اعراض المرض من اعراض طفيفة وربما غير ملحوظة سريرياً إلى تلف دماغي شديد وقد يؤدي احياناً إلى الموت.
الأطفال حديثي الولادة هم الأكثر عرضة للتلف العصبي الناجم عن فرط البليروبين؛ لذلك يجب مُراقبة نسبة البليروبين في الدم خلال هذه الفترة العُمرية بحذر.

عندما يزيد فرط بيليروبين في الدم عن المستوى الطبيعي(1-2ملجم/دسيليتر) ، فإنه يؤدي إلى اليرقان . عند البالغين عادةً يكون ذلك بسبب خلل في الكبد أو في حالات فقر الدم. بينما في الأطفال حديثي الولادة معرضون بشكل أكبر للضرر الدماغي الناجم عن فرط بيليروبين الدم ، لأنهُ في الأيام الأولى من حياة الطفل ، يكون الكبد غير قادر لمجابهة الكم الهائل من التكسير الحاصل لخلايا الدم الحمراء الذي يحدث نتيجة لتغير لاستبدال الهيموجلوبين الجنيني (HbF)بهيموجلوبين البالغين (HbA) بالاضافة الى  عدم تطور الحاجز الدموي الدماغي مما يسمح لكميات كبيرة من البيليروبين العبور الى الدماغ مما ينتجه عن مصاغات خطيرة . تعد مستويات البيليروبين المرتفعة بشكل طفيف في الدم شائعة عند الأطفال حديثي الولادة إذ تبلغ (5ملجم/ديسيليتر) ، لذا يجب مراقبة مستويات البيليروبين بعناية وفي  حال بدأت بالارتفاع قد تكون  هناك حاجة إلى علاج  ، عادة عن طريق العلاج بالضوء .

## الأسباب
فرط بيليروبين الدم اللامقترن خلال فترة ما بعد الولادة هو المسبب الاقوى لليرقان خلال هذه المرحلة العمرية. ويعتقد أن حاجز الدم في الدماغ غير مكتمل وظيفيا عند الأطفال حديثي الولادة، وهذا بدوره يسمح للبيليروبين على عبور الحاجز والوصول إلى الدماغ. وعادة حديثي الولادة لديهم مستويات أعلى بكثير من البيليروبين في الدم بسبب:
1-التكسر السريع لخلايا الدم الحمراء الجنينية مباشرة قبل الولادة (واللذي يليه استبدالها بخلايا الدم الحمراء البشرية البالغة). هذا الانهيار من خلايا الدم الحمراء عند الجنين يحرر كميات كبيرة من البيليروبين في الدم.

## الوقاية
الطريقة الوحيدة الفعالة في منع اليرقان النووي هو خفض مستويات البيليروبين في الدم إما عن طريق العلاج بالضوء أو تبديل الدم. الفحص البصري لايكفى ابدا. وبالتالي، فمن الأفضل استخدام اختبار الدم أو bilimeter لتحديد خطورة تعرض الطفل حديث الولادة إلى اليرقان النووي.

## العلاج
لا يوجد علاج فعال لليرقان النووي إلى يومنا هذا. هناك تطلع للعلاجات المستقبلية أن تشمل neuroregeneration. وقد خضع مجموعة من المرضى إلى التحفيز العميق للدماغ، ولوحظت بعض الاستجابات الايجابية. الأدوية المستخدمة غالبا (باكلوفين، كلونازيبام، وآرتان) تستخدم للسيطرة على اضطرابات الحركة المرتبطة باليرقان النووي. كما تم في بعض الحالات زراعة القوقعة السمعية والمعينات السمعية لتحسين فقدان السمع الذي يصاحب اليرقان النووي (الاعتلال العصبي السمعي - ANSD).